# Championnats du monde d'aquathlon 2013
Navigation
Édition précédente Édition suivante
Les championnats du monde d'aquathlon 2013, seizième édition des championnats du monde d'aquathlon, ont lieu le 11 septembre 2013 à Londres, au Royaume-Uni.

## Résultats

### Élite
Distances parcourues
| Distances course (kilomètres) | Distances course (kilomètres) | Distances course (kilomètres) |
| Course à pied                 | Natation                      | Course à pied                 |
| ----------------------------- | ----------------------------- | ----------------------------- |
| 2,5                           | 1                             | 2,5                           |

| Rang               | Athlète       | Pays      | Temps       |
| ------------------ | ------------- | --------- | ----------- |
| Médaille d'or      | Richard Varga | Slovaquie | 28 min 40 s |
| Médaille d'argent  | Ivan Ivanov   | Ukraine   | 28 min 53 s |
| Médaille de bronze | Csaba Rendes  | Hongrie   | 29 min 3 s  |

| Rang               | Athlète             | Pays     | Temps       |
| ------------------ | ------------------- | -------- | ----------- |
| Médaille d'or      | Irina Abysova       | Russie   | 31 min 46 s |
| Médaille d'argent  | Claire Michel       | Belgique | 31 min 53 s |
| Médaille de bronze | Yuliya Yelistratova | Ukraine  | 32 min 8 s  |